# ロスアラモス

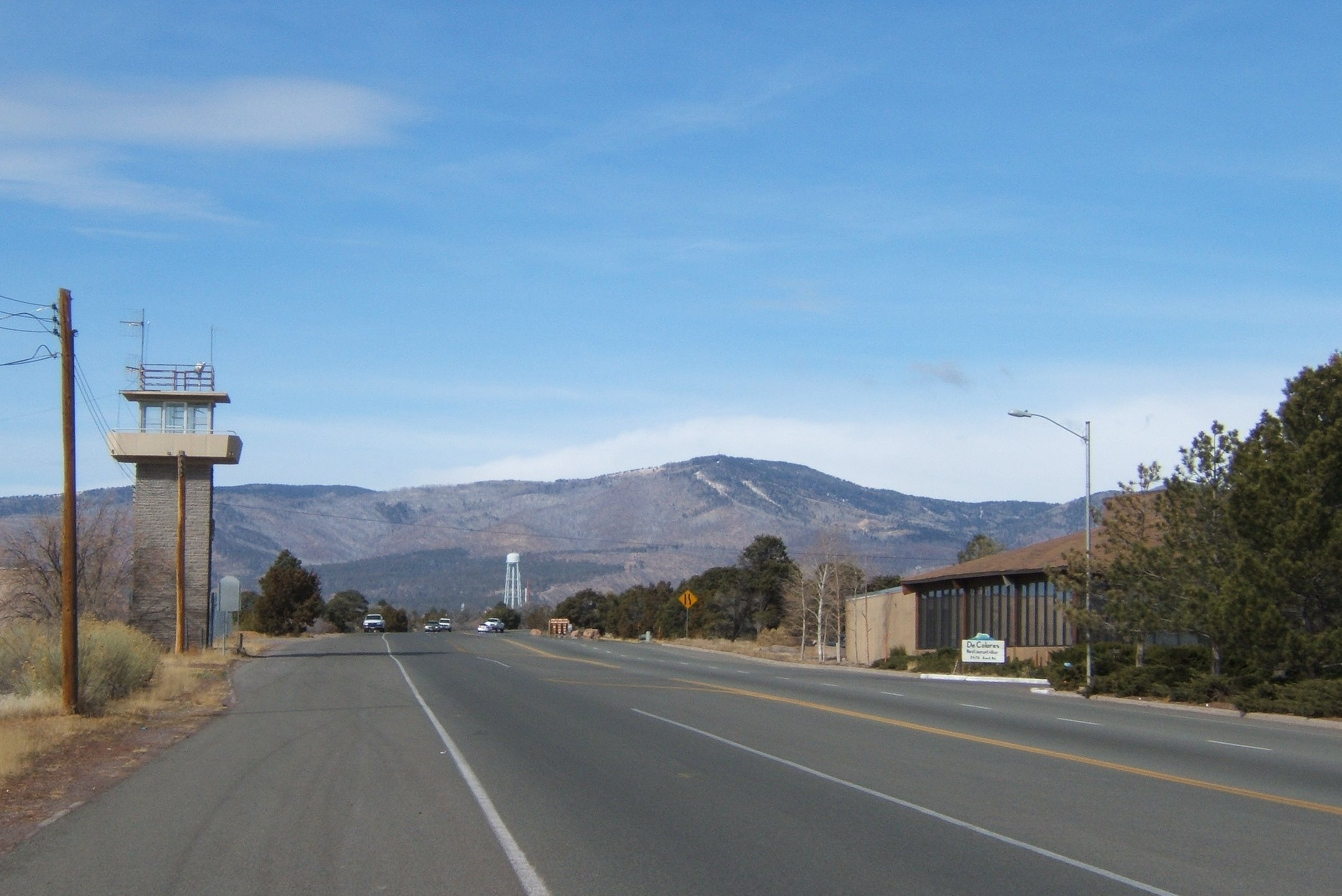
ロスアラモスの町への入口

ロスアラモス（英: Los Alamos [lɔs ˈæləmoʊs]、西: Los Álamos）は、アメリカ合衆国ニューメキシコ州北部のロスアラモス郡にある町（国勢調査指定地域）。人口は1万2019人（2019年推計）。マンハッタン計画で知られるロスアラモス国立研究所があることで有名。
町はメサと呼ばれる高台の上にあり、かつてマンハッタン計画の司令部が置かれたフラー・ロッジ（Fuller Lodge）の周辺が、現在のダウンタウンとなっている。ダウンタウンはオメガ橋（Omega Bridge）を隔ててロスアラモス国立研究所と繋がっている。
ロスアラモスは自然豊かな町で、標高2200mに位置するため高山植物が美しく、コヨーテやエルクなどの野生動物も生息している。
ロスアラモス国立研究所に勤務する多くの科学者や技術者・労働者の暮らす町となっており、裕福な町であるため治安は極めて良く、音楽会などの文化活動も盛んである。高地トレーニングに訪れるスポーツ選手も多く、また近年は老後を過ごすために移り住む人も増えている。

## 地理
ロスアラモスは、北緯35度53分28秒 西経106度17分52秒 / 北緯35.89111度 西経106.29778度（35.891086, -106.297727）に位置している。ニューメキシコ州の州都サンタフェから北西約40kmの位置にある。
アメリカ合衆国統計局によると、ロスアラモス町は総面積28.1km²（10.9mi²）である。町域全体が陸地であり、水域はない。

## 教育水準
ロスアラモスは研究所の町という性質上、住民の教育水準が極めて高い。25歳以上の住民のうち62.1%が4年制大学を卒業している。また修士以上の学位を有する者も37.3%に及ぶ。

## 人口動勢
以下は2000年の国勢調査における人口統計データである。
基礎データ
- 人口: 11,909人
- 世帯数: 5,110世帯
- 家族数: 3,372家族
- 人口密度: 423.4人/km²（1,096.2人/mi²）
- 住居数: 5,463軒
- 住居密度: 194.2軒/km²（502.8軒/mi²）

人種別人口構成
- 白人: 89.13%
- アフリカン・アメリカン: 0.44%
- ネイティブ・アメリカン: 0.56%
- アジア人: 4.47%
- 太平洋諸島系: 0.04%
- その他の人種: 3.01%
- 混血:　2.35%
- ヒスパニック・ラテン系: 12.21%

年齢別人口構成
- 18歳未満: 24.8%
- 18-24歳: 4.8%
- 25-44歳: 29.2%
- 45-64歳: 28.2%
- 65歳以上: 12.9%
- 年齢の中央値: 40歳
- 性比（女性100人あたり男性の人口）
  - 総人口: 101.3
  - 18歳以上: 100.1

世帯と家族（対世帯数）
- 18歳未満の子供がいる: 31.4%
- 結婚・同居している夫婦: 56.4%
- 未婚・離婚・死別女性が世帯主: 6.5%
- 非家族世帯: 34.0%
- 単身世帯: 29.8%
- 65歳以上の老人1人暮らし: 7.6%
- 平均構成人数
  - 世帯: 2.31人
  - 家族: 2.89人

収入と家計
- ロスアラモスは年収20万米ドルを超える層が多く、総資産100万米ドル以上の居住者の割合が全米で最も高い(2005年)。
- 収入の中央値
  - 世帯: 71,536米ドル
  - 家族: 86,876米ドル
  - 性別
    - 男性: 65,638米ドル
    - 女性: 39,352米ドル
- 人口1人あたり収入: 34,240米ドル
- 貧困線以下
  - 対人口: 3.6%
  - 対家族数: 2.4%
  - 18歳未満: 2.6%
  - 65歳以上: 5.3%